# درع ليبيا

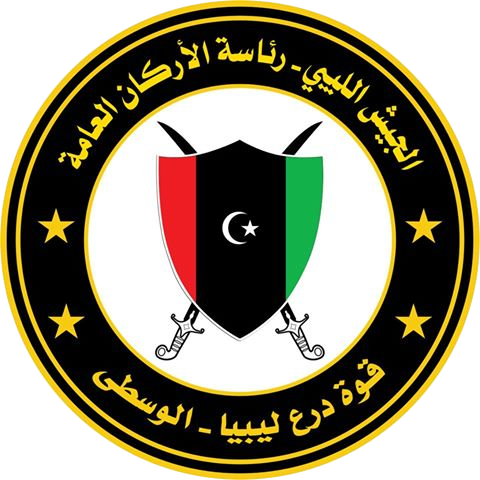

كتيبة درع ليبيا أو (قوة درع ليبيا) هي تجمع لمجموعة كتائب مسلحة كانوا ضمن كتائب الثوار الذين ساهموا في الإطاحة بنظام القذافي متواجدة في عدة مناطق في ليبيا بعد ثورة 17 فبراير. واكتسبت سمعة بأنها تابعة للإسلاميين في ليبيا. وبتوجهات محسوبة على الإخوان المسلمين.
(رسميا) وهي تابعة لوزارة الدفاع الليبية كما أن بها قادة مدنيين وليسوا من العسكريين المتخصصين مثل وسام بن حميد الذي تولى أثناء الحرب الليبية قيادة كتيبة مسلحة في بنغازي. وتنقسم حسب كل منطقة وبأسماء متقاربة مثل (درع الوسطى)، (درع ليبيا 1).
جاءت تسمية درع ليبيا من وزارة الدفاع بتاريخ 8 أغسطس 2012 بموجب قرار من وزير الدفاع المؤقت آنذاك أسامة الجويلي والذي يشكل قوة مسلحة بالمنطقة الوسطى تسمى درع ليبيا - لواء الوسطى تتكون قوته العمومية من الثوار من المناطقة التالية مصراتة سرت، الجفرة، بني وليد، ترهونة، الخمس، مسلاتة وزليطن وتم تعيين العقيد محمد إبراهيم موسى آمر لها وتمركزها بمدينة مصراتة التي تمثل قواتها الجانب الأكبر من درع ليبيا، كما أنها تضم قوات من مناطق صغيرة أخرى تقع غرب ليبيا مثل الخمس ومسلاتة. ينقسم تجمع هذه الميليشيا رسمياً إلى ثلاث كتائب رئيسية تقع في شرق ووسط وغرب ليبيا وتضطلع بمهام (تنفيذ القانون وإرساء النظام والقيام بالمهام القتالية).
ورغم عدم كونها قوات مسلحة نظامية إلا أن أفرادها تحصلوا على دعم مادي وعسكري بقرارات صدرت عن المؤتمر الوطني العام في ليبيا.

## الهيكل التنظيمي
- لواء الغربية
- لواء الجنوب
- لواء الوسطى

## اتهامات وانتهاكات

### بني وليد
اتهمت ميليشيا (درع ليبيا) بارتكاب جرائم حرب أثناء هجومها على منطقة بني وليد 180 كيلومتر جنوب طرابلس، وذلك حسب ماعرف بـ (قرار رقم 7)، حيث لقي عشرات المدنيين مصرعهم أثناء هذا الهجوم. فضلًا عن تدمير المنازل ونهب المتاجر.

### بنغازي
كذلك قامت ميليشيا (درع ليبيا 1) في بنغازي والتي كان يقودها «وسام بن حميد» باطلاق الرصاص على حشد من المتظاهرين المدنيين وقتلت 31  منهم أمام معسكرها في منطقة الكويفية شمال بنغازي، حيث كانوا يتظاهرون مطالبين الميليشيا بتسليم أسلحتها للجيش وإخلاء المقر والابتعاد عن المظاهر المسلحة بالمدينة. ما أدى لتدخل القوات الخاصة (الصاعقة) وانسحاب أفراد ميليشيا الدروع من المعسكر.
على اثر تلك المذبحة قررت رئاسة الأركان العامة الليبية إصدار قرار بتسليم 4 معسكرات تشغلها (الدروع) في مدينة بنغازي إلى عدد من الوحدات العسكرية التابعة للجيش الليبي في المدينة.
كما توجه اتهامات لدرع ليبيا بالوقوف وراء حالات اغتيال طالت شخصيات من الجيش والشرطة في بنغازي.

### هجوم على معسكرات
في يوليو 2014 وخلال شهر رمضان قامت (درع ليبيا 1) التي يقودها وسام بن حميد بالتعاون مع تنظيم أنصار الشريعة تحت مسمى (مجلس شورى ثوار بنغازي) بالهجوم المسلح على معسكرات القوات الخاصة الليبية (الصاعقة) في مدينة بنغازي
مسفرة عن سقوط عشرات القتلى والجرحى في صفوف الطرفين وفي صفوف المدنيين جراء القصف العشوائي بالمدفعية، حيث استعملت صواريخ غراد طالت المعسكر الرئيس للقوات الخاصة والمباني السكنية المجاورة.

### طرابلس
اتهمت (درع ليبيا الوسطى) ضمن مجموعة ميليشيات تابعة لمصراتة في طرابلس في 15 نوفمبر 2013 بقتل تظاهروا ضمن مئات المتظاهرين للاحتجاج على سيطرة الميليشيات وذلك أمام مقار يحتلونها في حي غرغور في طرابلس. حيث قامت أفراد من الميليشيا فتح النار على المتظاهرين متسبين بمقتل نحو 45 متظاهراً مدنياً وجرح قرابة 500 آخرين.
فيما قال الطاهر باشا آغا آمر ميليشيا درع ليبيا الوسطى، أن المتظاهرين (كانوا مسلحين وأنهم من بدأ بإطلاق الرصاص)، وأعلن في مداخلة تلفزيونية (بأنه والكتائب الأخرى لن يخرجوا من طرابلس إلا على جثثهم)، وهدد بأن (طرابلس لم تر الحرب بعد)، وأن الحرب بدأت منذ ذلك اليوم.